# Ophiorrhiza richardiana
Ophiorrhiza richardiana är en måreväxtart som beskrevs av Charles Gaudichaud-Beaupré. Ophiorrhiza richardiana ingår i släktet Ophiorrhiza och familjen måreväxter.
Artens utbredningsområde är Moluckerna. Inga underarter finns listade i Catalogue of Life.